# This Is The Story
This Is the Story to debiutancka płyta szkockiego zespołu The Proclaimers. Choć The Proclaimers zostali założeni już w 1983, to dopiero występ w The Tube, gdzie wykonali na żywo akustyczne wersje piosenek "Letter from America" oraz "Throw the "R" Away" sprawił, że osiągnęli rozgłos. Ten debiut zaowocował nawiązaniem współpracy w wytwórnią Chrysalis. Początkowo płyta zawierała 12 utworów, z czego 11 zostało napisanych przez braci Reidów (jedynie "(I gonna) Burn You Playhouse Down" została napisana przez Lestera Blackwella), lecz sukces akustycznej wersji "Letter from America" sprawił, że The Proclaimers przy pomocy Gerry'ego Rafferty'rego nagrali piosenkę wraz z zespołem. Ta wersja została dołączona, jako 13 piosenka rok później i w takiej formie album jest sprzedawany się do dziś. 
Gazeta The Scotsman sklasyfikowała "This Is the Story", na drugim miejscu w rankingu najlepszych szkockich płyt wszech czasów.